# Via Mala
Via Mala ali Viamala (v retoromanščini dobesedno pomeni slaba pot) je starodavna in zloglasna pot skozi istoimensko sotesko ob reki Hinterrhein (Zadnji Ren, eden od izvirnih krakov Rena) med območjem Zillis-Reischen in Thusis v kantonu Graubünden. Ta ozka soteska je bila najresnejša ovira za pristop k dvema gorskima prelazoma: prelaz Splügen in prelaz San Bernardino. Kljub svoji ozkosti,  nevarnosti padajočega kamenja in nevarnih voda je bila najboljši dostop do alpskih prelazov, o čemer pričajo prazgodovinska kultna mesta, cerkve, stari mostovi in gradovi.

## Zgodovina

### Rimska pot
Skozi sotesko Via Mala je pot potekala že v rimski antiki, čeprav ni jasno, ali je bila le za pešce in živali ali tudi za vozove. Dve dostopni poti sta se srečali na severnem vhodu v Vio Malo, ki so jo Rimljani premagali z več kamnitimi galerijami, vrezanimi v stene na levi strani soteske. Verjetno nekje spodaj pod današnjim mostom za motorni promet in v bližini mostu za pešce (Punt da Suransuns) so Rimljani zgradili lesen most za prehod na desno stran Rena ter se  usmerili prek Reischena do Zillisa.

### Via Mala – pismo o nameri 1473
V srednjeveškem obdobju je bilo več tranzitnega prometa (bistvenega za regijo) čez prelaz Septimer kot prelaz Splügen. To je podpiral Karel IV., sveti rimski cesar, ki je leta 1359 prepovedal lokalnemu grofu Werdenbergu graditi novo pot, da bi podprl zvestega škofa v Churu, ki je nadzoroval pot čez prelaz Septimer.
Leta 1473 je grof Werdenberg dovolil občinam in zadrugi za promet iz Thusisa, Maseina in Cazisa obnovo prehoda, nato pa o samem stanju zapisal: die richstrass und den waeg entzwüschend Tusis und Schams, so man nempt Fyamala zuo howen, uffzuorichten und ze machen .  Rimski del poti, zgrajen v skali, je bil obnovljen in zgrajen prvi most iz kamna, Punt da Tgiern. Zadnji del pisma navaja, da bi bile zadruge odgovorne za tovor, konje, pa tudi "kočije ali sani", kar kaže na visoko raven tehnične izvedbe. V severnem delu soteske ta nova pot ni sledila rimski poti na desni strani reke, ampak je ostala na levem bregu. To je povzročilo številne spore med dvema vasema na posameznih koncih poti, ki sta se borili za dostop in posledično prihodke. Leta 1665 je bil Schams začasno izključen iz tako imenovane Sive lige (Grauer Bund, ustanovljena leta 1395 v dolinah Vorderrhein in Hinterrhein v Retiji) za podporo poti proti Fürstenauu, kar je povzročilo, da je bilo ozemlje zunaj lige.

### Sodobni časi
Med letoma 1738 in 1739 sta bila zgrajena dva mostova za dvojno prečkanje reke in so se tako izognili najhujšemu delu rimske poti po desnem bregu reke. Med letoma 1818 in 1821 je državni inženir Richard La Nicca zgradil povsem novo cesto z več predori in je povezal obstoječe tri mostove. Dostop do kamnitega mostu Punt da Tgiern iz leta 1473 je bil leta 1834 uničen, zato je bil sicer nepoškodovan most neuporaben in prepuščen propadu. Leta 1836 je bil postavljen nov nadomestni most Rania nekoliko proti severu in se še danes uporablja za glavno cesto.
Dodaten most, imenovan Premoli most, je bil zgrajen leta 1936 za razbremenitev južnega  mostu iz leta 1738, ki je še vedno v uporabi in se uporablja za pešpot. Severni most je bil zamenjan čez dve leti.
Leta 1958 je bil zgrajen nov severni del poti do Rongellena z uporabo daljših predorov in leta 1967 odprta nova hitra cesta, tudi predor San Bernardino, ki omogoča celoletno prevoznost (ker sta oba cestna prelaza pozimi zaprta). Ta cesta uporablja 742 m dolg predor, da bi se izognili ozki soteski in preči sotesko z dolgim mostom v njenem južnem delu. Nazadnje zgrajen del iz leta 1958 med Thusisom in Rongellenom je bil leta 1996 nadomeščen z 2171 m dolgim predorom, imenovanim Crapteig.
Za povezavo vidnih ostankov rimske poti so leta 1996 postavili most za pešce, imenovan Traversinersteg.  Ta most je bil uničen leta 1999 in so ga nadomestili z (varnejšim) mostom leta 2005, ki je hkrati most in stopnišče.
Zdaj delajo nov prehod za obiskovalce. Načrte za gradnjo novega mostu je izdelal Jürg Conzett. Njegova sta tudi Traversiner in Punt da Suransuns,   spektakularna mostova v Vii Mali. Že model novega dela jasno kaže, da bo ta most nekaj posebnega. Gradbena dela morajo biti končana do začetka sezone 2017.

## Via Mala v kulturi
Vio Malo je nemški režiser Werner Herzog leta 1976 uporabil kot lokacijo v filmu Herz aus Glas (Srce iz stekla).
John Knittel je napisal roman Via Mala, v katerem pripoveduje o trpljenju družine nasilnega alkoholika, ki ne najde drugega izhoda, kot da nasilneža umorijo.